# 김찬형
김찬형(1997년 12월 29일 ~ )은 KBO 리그 SSG 랜더스의 내야수이다. 그의 형은 KBO 리그 키움 히어로즈의 내야수인 김주형이다.

## NC 다이노스시절
2016년 한국프로야구 신인 드래프트에서 2차 6라운드 53순위로 지명받았다.

### 2017년 시즌
7월 11일 KIA전에서 데뷔 첫 경기를 치렀고, 경기 후반에 교체 출전해 타석에는 들어서지 못했다.

### 2018년시즌
63경기에 출전해 2할대 타율을 기록했다.

### 2019년시즌
5월 10일 두산 베어스와의 경기에서 끝내기 희생 플라이를 기록하며 데뷔 첫 끝내기를 기록했다.
8월 23일 LG 트윈스와의 경기에서 케이시 켈리를 상대로 시즌 첫 홈런을 기록했다.
시즌 76경기에 출전해 2할대 타율, 39안타, 1홈런, 12타점을 기록했다.

## SSG 랜더스시절
2021년 5월 21일 당시 NC 다이노스 소속이었던 그, SSG 랜더스 소속이었던 정진기, 정현과 1:2 트레이드를 통해 이적하였다.

## 상무 야구단시절
2022년에 입단하였다.

## SSG 랜더스복귀
2023년에 복귀하였다.

## 출신 학교
- 부산양정초등학교
- 경남중학교
- 경남고등학교

## 통산 기록
| 연도 | 팀명  | 타율  | 경기 | 타수 | 득점 | 안타 | 2루타 | 3루타 | 홈런 | 루타 | 타점 | 도루 | 도실 | 볼넷 | 사구 | 삼진 | 병살 | 실책 |
| ---- | ----- | ----- | ---- | ---- | ---- | ---- | ----- | ----- | ---- | ---- | ---- | ---- | ---- | ---- | ---- | ---- | ---- | ---- |
| 2017 | NC    | -     | 2    | 0    | 0    | 0    | 0     | 0     | 0    | 0    | 0    | 0    | 0    | 0    | 0    | 0    | 0    | 0    |
| 2018 | NC    | 0.232 | 63   | 142  | 24   | 33   | 5     | 0     | 1    | 41   | 9    | 4    | 1    | 8    | 8    | 28   | 1    | 5    |
| 2019 | NC    | 0.277 | 76   | 141  | 16   | 39   | 4     | 2     | 1    | 50   | 12   | 3    | 4    | 6    | 4    | 21   | 1    | 3    |
| 2020 | NC    | 0.297 | 56   | 64   | 10   | 19   | 6     | 0     | 0    | 25   | 7    | 3    | 1    | 4    | 1    | 11   | 0    | 10   |
| 2021 | SSG   | 0.227 | 88   | 132  | 20   | 30   | 7     | 0     | 2    | 43   | 7    | 0    | 0    | 16   | 4    | 32   | 1    | 4    |
| 2023 | SSG   | 0.229 | 36   | 48   | 6    | 11   | 3     | 0     | 1    | 17   | 5    | 0    | 0    | 2    | 1    | 10   | 1    | 3    |
| 2024 | SSG   | 0.000 | 5    | 9    | 0    | 0    | 0     | 0     | 0    | 0    | 0    | 0    | 0    | 0    | 0    | 4    | 0    | 0    |
| 통산 | 7시즌 | 0.250 | 326  | 536  | 76   | 132  | 25    | 2     | 5    | 176  | 40   | 10   | 6    | 36   | 18   | 106  | 4    | 25   |